# Japanische Archenmuschel

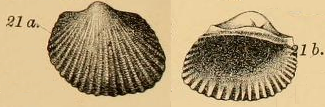
Anadara kagoshoimensis (Tokunaga, 1906), Originalabbildungen aus Tokunaga 1906, Taf. 3, Fig.21a,b

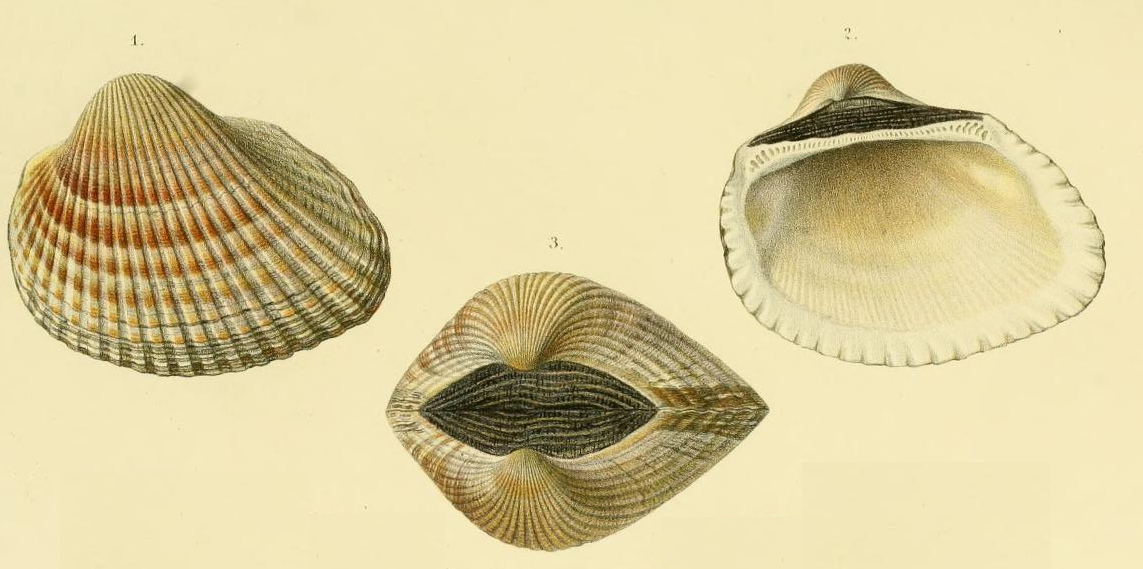
Originalabbildungen zu Arca subcrenata Lischke, 1869

Die Japanische Archenmuschel (Anadara kagoshimensis) ist eine Muschel-Art aus der Familie der Archenmuscheln (Arcidae) in der Ordnung der Arcida. Sie ist im westlichen Pazifik und im Zentralen Indischen Ozean verbreitet. In den 1960er Jahren wurden Exemplare dieser Art vermutlich durch Schiffstransport in das Mittelmeer eingeschleppt. Seither breitete sie sich massiv in der Adria aus. Sie ist als invasive Art zu bezeichnen, da sie durch Massenvermehrung (bis 120 Exemplare pro Quadratmeter in der Adria) einheimische Arten verdrängt.

## Merkmale
Das leicht ungleichklappige, stark geblähte Gehäuse hat eine maximale Länge von 95 mm (19 bis 50 mm für Exemplare von Galicien). Die Exemplare im Gezeitenbereich bleiben dabei etwas kleiner als die Exemplare aus dem Subtidal. Es ist deutlich länger als hoch. Das Verhältnis Höhe/Breite wird mit 0,69 bis 0,88 angegeben, das Verhältnis Dicke zu Länge mit 0,53 bis 0,84. Lischke gibt ein Verhältnis von Länge zu Höhe zu Dicke von 65:52:45 mm an. Die linke Klappe ist geringfügig größer als die rechte Klappe; die rechte Klappe sitzt in der linken Klappe. Das Gehäuse ist deutlich ungleichseitig mit den Wirbeln vor der Mittellinie des Gehäuses, der hintere Gehäuseteil ist verlängert. Der Wirbel ist breit und fast gerade eingerollt. Die Spitzen bleiben jedoch weit voneinander entfernt. Das Gehäuse ist im Umriss schief-eiförmig und mit einem geraden bis sehr leicht gewölbten Dorsalrand und einem schief abgestutzten, leicht gewölbten Hinterrand. Die untere hintere Gehäuseecke läuft gerundet-winklig zu. Der Vorderrand ist mäßig gewölbt und fällt steiler ab als der Hinterrand. Der Ventralrand ist weit gerundet. Vom Wirbel verläuft ein schwach angedeuteter Kiel zum hinteren unteren Ende des Gehäuses.
Das externe Ligament liegt beiderseits vom Wirbel. Die Area ist breit, lanzettförmig und wird vom Ligament fast völlig eingenommen. Das Schloss ist taxodont, der obere Schlossrand ist gerade, der untere Schlossrand kann auch schwach gewölbt sein. Die Zähnchen werden jeweils nach außen hin größer und divergieren stärker nach außen. Es ist kein zahnloser Bereich in der Mitte vorhanden. Die zwei Schließmuskeln sind in etwa gleich groß.
Die Schale ist dick und festschalig. Die Ornamentierung besteht aus 30 bis 34 radialen Rippen, die oben abgeflacht sind. Die Oberfläche der Rippen ist fast regelmäßig quergerunzelt, dadurch ergeben sich querrechteckige Erhebungen auf den Rippen. Die Zwischenräume zwischen den Rippen sind schmaler als die Rippen selber. Das Periostrakum ist dunkelbraun bis grünbraun, es persistiert meist auf der gesamten Oberfläche. Der innere Gehäuserand ist stark gekerbt. Die Kerben korrespondieren mit den Rippen auf der Oberseite. Die Schale selber ist weiß bis schmutzigweiß, zu den Wirbeln hin auch leicht gelblich, die Innenseite ist rein weiß. Der Weichkörper lebender Tiere ist durch den Blutfarbstoff Hämoglobin orangefarben bis rötlich.

## Geographische Verbreitung, Lebensraum und Lebensweise
Das ursprüngliche Verbreitungsgebiet der Art erstreckte sich über die Küsten des zentralen Indischen Ozeans und des westlichen Pazifiks, im Osten von Japan, China und Korea im Norden bis Nordaustralien (im Süden) und im Westen von den Küsten Indiens, Sri Lankas bis Indonesien. Sie kam (und kommt derzeit noch nicht) im Roten Meer vor. Die Tiere leben im Gezeitenbereich bis in das flache Wasser unterhalb des Gezeitenbereichs.
Vermutlich in den 1960er Jahren wurden Exemplare dieser Art in das Mittelmeer eingeschleppt, vermutlich durch Schiffstransport. Sie breitete sich seither massiv in der Adria aus und verdrängte einheimische Arten durch ihre schiere Menge (bis 120 Exemplare pro Quadratmeter in der Adria). Inzwischen hat sie sich weiter in das östliche Mittelmeer, das Marmarameer und auch in das Schwarze Meer verbreitet. An der rumänischen Schwarzmeerküste wurden sogar bis 476 Exemplare pro Quadratmeter festgestellt! Einzelne Funde wurde auch schon im westlichen Mittelmeer gemacht. 2015 wurden dann kleine Kolonien in Galicien (Nordwestspanien) gefunden bzw. publiziert. In der grauen Literatur war dieses Vorkommen jedoch schon seit 2003 bekannt. Vermutlich wurde die Art mit Muscheln oder Muschelbrut aus Aquakulturen aus der Adria nach Galicien verschleppt.
Die Hämolymphe von Anadara kagoshimensis enthält Erythrozyten mit dem Sauerstofftransportprotein Hämoglobin, die die Tiere in die Lage versetzt, auch in etwas sauerstoffärmeren Sedimenten zu überleben. Hämoglobin bindet Sauerstoff wesentlich effektiver als das bei den Mollusken weit verbreitete Sauerstofftransportprotein Hämocyanin. Sie neigt daher in geeigneten Habitaten zur Massenvermehrung und verdrängt im Mittelmeer einheimische Arten wie die z. B. die Gemeine Venusmuschel (Chamelea gallina (Linnaeus, 1758)) und die Lagunen-Herzmuschel (Cerastoderma glaucum (Bruguière, 1789)).

## Entwicklung
Die Tiere sind getrenntgeschlechtlich. In Japan (Ariake-Bucht) begannen sich im April die Gameten der Tiere zu entwickeln. Im Juli und August war Laichzeit. In dieser Zeit wurden mehrmals Geschlechtsprodukte ins Wasser abgegeben.

## Taxonomie
Das Taxon wurde 1869 von Carl Emil Lischke erstmals als Arca subcrenata beschrieben. 1906 beschrieb S. Tokunaga die Art erneut als Arca kagoshimensis. Dieser Name wäre somit im Grunde ein jüngeres Synonym von Arca subcrenata Lischke, 1869. Doch letzterer Name ist durch Arca subcrenata Michelotti, 1861 schon vergeben, damit tritt nun Arca kagoshimensis an seine Stelle. Das Taxon wird nun zur Gattung Anadara Gray, 1857 gestellt. Anadara sativa (Bernard, Cai & Morton, 1993) ist ein weiteres jüngeres Synonym von Anadara kagoshimensis. Dieser Name war ein Ersatzname für Arca subcrenata Lischke, 1869 vorgeschlagen worden. Die Autoren übersahen dabei, dass mit Arca kagoshimensis bereits ein jüngeres Synonym vorhanden war. Mit Arca (Scapharca) peitaihoensis Grabau & King, 1928 ist noch ein weiteres Synonym vorhanden.
Erst 2010 wurde erkannt, dass die in das Mittelmeer eingeschleppte invasive Anadara-Art zu diesem Taxon gehört. Sie war zuerst als Scapharca cf. cornea (Reeve, 1844) bestimmt worden. Später wurde sie als Anadara inaequivalvis (Bruguière) identifiziert. Markus Huber äußerte 2010 Zweifel an dieser Identifizierung und meinte, dass es sich wohl um Anadara kagoshimensis handelte. Diese Vermutung wurde 2014 durch molekularbiologische Untersuchungen bestätigt, die eine 99,8 bis 100 % Übereinstimmung mit Anadara kagoshimensis (Tokunaga, 1906) erbrachten. 2015 wurden erste Funde dieser Art aus Gewässern von Galicien (Nordspanien) publiziert. Auch hier brachte eine molekularbiologische Untersuchung den Nachweis, dass es sich um Anadara kagoshimensis handelt.

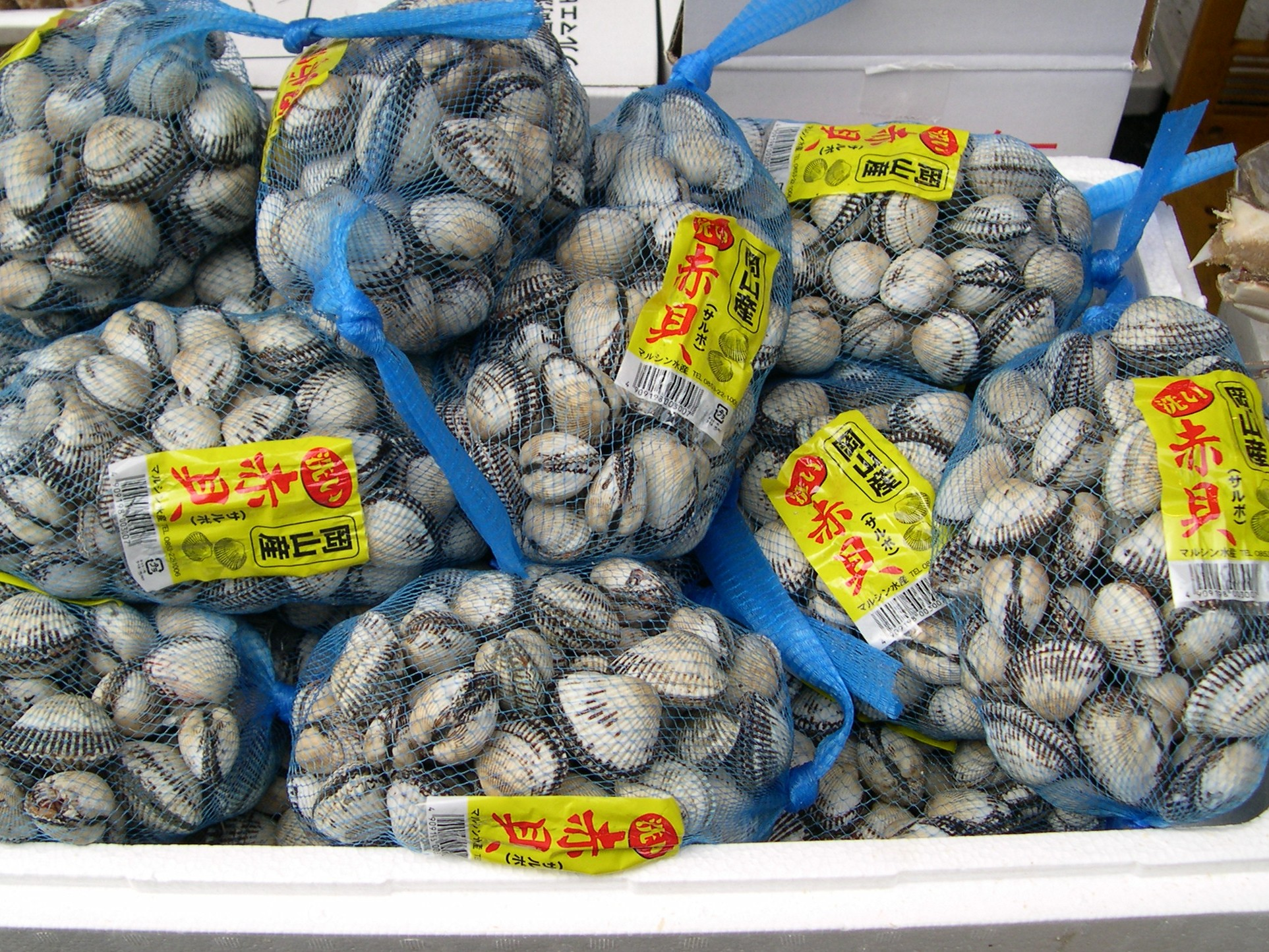
Säcke mit Anadara kagoshimensis auf einem Fischmarkt in Tokyo

## Kommerzielle Bedeutung
Die Japanische Archenmuschel (jap. サルボウガイ, Sarubō-gai) wird in Japan kommerziell gefangen und auch in Aquakulturen gezüchtet.